# Zamość (województwo pomorskie)
Zamość (kaszb. Zamòsc) – wieś kaszubska w Polsce, położona w województwie pomorskim, w powiecie kościerskim, w gminie Karsin. W skład sołectwa Zamość wchodzą osady Buchta i Popia Góra.
W latach 1975–1998 miejscowość należała administracyjnie do województwa gdańskiego.

## Nazwy źródłowe miejscowości
kaszb. Zómòscé, Zômòszczé, Zamòszcz, niem. Zamosz